# Andrés Núñez
Andrés Núñez Vargas (San José, 27 luglio 1976) è un ex calciatore costaricano, di ruolo difensore.

## Carriera

### Club
Debutta in Costa Rica con l'AD Santa Bárbara nella stagione 1997-1998. Nel 2000 passò al Cartaginés. Quindi passa al Deportivo Saprissa con cui è andato in competizione alla Coppa del Mondo per Club FIFA del 2005 in Giappone.

### Nazionale
Núñez è anche un membro della squadra Nazionale della Costa Rica con la quale è andato in competizione nella Gold Cup 2007. Gioca le partite di qualificazione per la Coppa del Mondo FIFA del 2010.